# 滋賀県立長浜北星高等学校
滋賀県立長浜北星高等学校（しがけんりつ ながはまほくせいこうとうがっこう）は、滋賀県長浜市地福寺町にある公立の高等学校。前期（4月～9月）と後期（10月～3月）の2学期制。

## 設置学科
- 全日制課程　総合学科
  - 文理系列
  - メカトロニクス系列
  - 情報電子テクノロジー系列
  - 総合ビジネス系列
  - 福祉系列
- 定時制課程　総合学科

※ 夜間授業の1〜4時限の他、希望者向けに午後昼間授業の0限、夜授業の5限も開講。
- 養護学校　普通科

## 沿革
- 大正13年（1924年）3月17日 - 文部省より滋賀県長浜町立長浜商業学校設立認可。
- 大正13年（1924年）4月10日 - 滋賀県長浜町立長浜商業学校創設。
- 昭和5年（1930年）4月1日 - 県移管により滋賀県立長浜商業学校と改称。
- 昭和19年（1944年）4月1日 - 滋賀県立長浜工業学校併設。
- 昭和23年（1948年）3月31日 - 滋賀県立長浜工業学校廃止。
- 昭和23年（1948年）4月1日 - 学制改革により滋賀県立長浜商業学校を廃止、長浜南高等学校（通常課程の商業課程、農業課程）を設置。
- 昭和23年（1948年）8月25日 - 普通課程を設置し、商業課程を滋賀県立長浜北高等学校に移す。
- 昭和23年（1948年）9月18日 - 定時制商業課程新設。
- 昭和24年（1949年）4月1日 - 県下公立高等学校編成替により、滋賀県立長浜北高等学校と合併し、全日制（普通課程、商業課程、農業課程）定時制（商業課程）を設置し、長浜高等学校南校舎に科名改称。
- 昭和26年（1951年）4月1日 - 全日制課程(紡績科)新設。
- 昭和27年（1952年）4月1日 - 県下公立高等学校再編成により滋賀県立長浜中高等学校に校名改称。
- 昭和27年（1952年）11月15日 - 滋賀県立長浜西高等学校と校名改称。
- 昭和28年（1953年）4月1日 - 工業課程に女子工芸科新設。
- 昭和32年（1957年）4月1日 - 工業課程色染科を繊維化学科に科名改称。
- 昭和36年（1961年）4月1日 - 滋賀県立長浜商工高等学校と校名変更、紡績科・繊維化学科・女子工芸科を繊維工業科に改編し、電気科を新設。
- 昭和38年（1963年）4月1日 - 工業課程に機械科新設。
- 昭和44年（1969年）10月3日 - 本館校舎改築工事完成。
- 昭和48年（1973年）11月11日 - 創立50周年記念式典挙行。
- 昭和56年（1981年）12月9日 - 繊維工業科実習棟完成。
- 昭和57年（1982年）5月28日 - 特別教室（書道・音楽・視聴覚）増築。
- 昭和58年（1983年）11月20日 - 創立60周年記念式典挙行、華甲会館竣工。
- 昭和60年（1985年）3月10日 - 電気科実習棟完成。
- 昭和61年（1986年）4月20日 - 機械科実習棟改築工事完成。
- 昭和63年（1988年）4月1日 - 工業科に電子機械科新設。
- 平成4年（1992年）4月1日 - 繊維工業科を情報繊維科に科名改称。
- 平成5年（1993年）9月18日 - 創立70周年記念式典挙行、啓朋会館竣工。
- 平成10年（1998年）4月1日 - 滋賀県立長浜北星高等学校と校名改称。
- 平成10年（1998年）4月1日 - 全日制課程に総合学科を新設。
- 平成10年（1998年）5月2日 - 滋賀県立長浜北星高等学校記念式典挙行。
- 平成15年（2003年）10月7日 - 創立80周年記念式典挙行。
- 平成26年（2014年）4月1日 - 定時制課程を総合学科に改編する。
- 平成28年（2016年）4月1日 - 滋賀県立長浜北星高等養護学校を併設。（長浜高等学校から移転）

## 部活動

### 運動部
- 陸上
- 弓道
- 柔道
- 剣道（愛好会として活動）
- 卓球
- 水球
- 野球
- バドミントン
- ソフトテニス
- 硬式テニス
- バスケット
- バレーボール
- ソフトボール（サークルとして活動）
- サッカー

### 文化部
- 美術
- 演劇
- ホームメーキング
- 珠算・簿記
- 箏曲
- 吹奏楽
- 茶道

## アクセス
- JR長浜駅から徒歩15分

## 著名な卒業生
- 山田幸代 - ラクロス選手。在学中はバスケットボール部所属。
- 中川明子 - バスケットボール選手
- 藤田幸光 - 元バレーボール選手
- 吉田ブキミ - 元お笑い芸人（コンビ名:お笑いキング＆クィーン）、笑っていいとも!:1990年10月～1991年3月レギュラー出演。
- 加藤明久 - 元競輪選手（1997年8月～2011年6月）、在学中は野球部所属。